# Kambu

Kambu es una serie de animación para televisión que utiliza la tecnología CGI. Fue creada por BRB Internacional y coproducida por Screen 21 y CHARACTER KOREA. 
La serie se centra en el personaje de Kambu, un entrañable perro cuya profesión es ser cartero. Vive en la Isla Misteriosa con sus dos mejores amigos, Mayday y Box, que ayudarán en todo lo que pueden a Kambu. Cada episodio, Kambu deberá entregar la mercancía que se le ha encargado.

## Personajes
- Kambu: es un perro entrañable, amigo de sus amigos y muy trabajador...pero un desastre. A pesar de sus habilidades aeromotrices, aún le cueste mucho aterrizar el avión y casi siempre acaba por estrellarlo.
- Mayday: amigo inseparable de Kambu. Es un pequeño pajarito que a pesar de su tamaño es todo inteligencia. Si Kambu es todo nervios, Mayday es el motor que lo calma y lo dirige hacia su destino.
- Box: este extraño perro con forma de caja, es un el GPS de Kambu, su sentido de la orientación es magnífico. Sin él Kambu se perdería constantemente por la Isla Misteriosa.
- Dumb: un pequeño mono que es puro nervio. Le encanta inventar y construir cosas nuevas, no ha acabado una y ya está empezando otra. Su gorro tiene una bombilla roja que se ilumina cada vez que tiene una idea.
- Robbie & Rober: son dos roedores egoístas y mentirosos, cuya único objetivo es entorpecer los envíos de Kambu.
- Moe: una gran morsa cuya paciencia es inmensa, y el único que puede sacarle de sus casillas es Kambu.
- Globe: un pez globo que se enfada rápidamente e inmediatamente se hincha y comienza a flotar.

## Premios
Ganó el MIPCOM JR KID’S JURY en Cannes, a Mejor Serie Preescolar para TV de 2009.
- Datos: Q12177636